# Mid Devon
Mid Devon es un distrito no metropolitano del condado de Devon (Inglaterra). Tiene una superficie de 912,93 km². Según el censo de 2001, Mid Devon estaba habitado por 69 774 personas y su densidad de población era de 76,43 hab/km².